# Ruta A1
La ruta A1 es la carretera numerada más larga del Reino Unido, con 410 millas (660 km). Conecta Londres, la capital de Inglaterra, con Edimburgo, la capital de Escocia. Pasa por o cerca del norte de Londres, Hatfield, Welwyn Garden City, Stevenage, Baldock, Letchworth Garden City, Biggleswade, Saint Neots, Huntingdon, Peterborough, Stamford, Grantham, Newark-on-Trent, Retford, Doncaster, York, Pontefract, Wetherby, Ripon , Darlington, Durham, Sunderland, Gateshead, Newcastle upon Tyne, Morpeth, Alnwick y Berwick-upon-Tweed.
Fue nombrada por el Ministerio de Transporte en 1921, y durante gran parte de su ruta siguió varios ramales de la histórica Great North Road, siendo la principal desviación entre Boroughbridge y Darlington. El curso de la A1 ha cambiado donde las ciudades o pueblos han sido pasados por alto, y donde las nuevas alineaciones han tomado una ruta ligeramente diferente. Varios tramos de la ruta han sido mejorados a la norma de la autopista y designados A1(M). Entre la M25 (cerca de Londres) y la A696 (cerca de Newcastle upon Tyne) la carretera ha sido designada como parte de la Ruta europea E15 de Inverness a Algeciras.

## Historia
La A1 es la última de una serie de rutas al norte de Londres a York y más allá. Fue designado en 1921 por el Ministerio de Transporte bajo el esquema de numeración de carreteras de Gran Bretaña. Las primeras rutas del norte documentadas son las carreteras creadas por los romanos durante el período comprendido entre el 43 d. C. y el 410 d. C., que consistían en varias itineras (plural de iter) registradas en el Itinerario Antonino. Una combinación de estos fueron utilizados por los anglosajones como la ruta de Londres a York, y juntos se conocieron como Ermine Street. Ermine Street más tarde se conoció como Old North Road. Parte de esta ruta en Londres es seguida por la actual A10. En el siglo XII, debido a las inundaciones y daños causados por el tráfico, se encontró una ruta alternativa fuera de Londres a través de Muswell Hill, y se convirtió en parte de la Great North Road. Una carretera de peaje, New North Road y Canonbury Road (carretera A1200), fue construida en 1812 uniendo el inicio de la Old North Road alrededor de Shoreditch con la Great North Road en Highbury Corner. Mientras que la ruta de la A1 fuera de Londres sigue principalmente la ruta Great North Road utilizada por los autocares de correo entre Londres y Edimburgo, dentro de Londres la ruta de entrenamiento solo se sigue a través de Islington.
Las circunvalaciones se construyeron alrededor de Barnet y Hatfield en 1927, pero no fue hasta c.1954 que fueron renumeradas como A1. En la década de 1930 se agregaron circunvalaciones alrededor de Chester-le-Street y Durham y se cavó el túnel de Ferryhill. En 1960 Stamford, Biggleswade y Doncaster fueron ignorados, al igual que Retford en 1961 y Saint Neots en 1971. Baldock fue pasado por alto en julio de 1967. A principios de la década de 1970, los planes para ampliar la A1 a lo largo de Archway Road en Londres fueron abandonados después de una considerable oposición y cuatro investigaciones públicas durante las cuales los manifestantes de la carretera interrumpieron los procedimientos. El esquema fue finalmente abandonado en 1990. El túnel de Hatfield fue inaugurado en 1986.
Una propuesta para actualizar la totalidad de la A1 al estado de autopista fue investigada por el gobierno en 1989, pero fue abandonada en 1995, junto con muchos otros esquemas, en respuesta a las protestas viales contra otros esquemas de carreteras (incluyendo el Circunvalación de Newbury y la extensión M3 a través de Twyford Down).